# مقاطعة تشاراويماق
مقاطعة تشاراويماق (بالفارسية: شهرستان چاراویماق) هي مقاطعة تقع في أذربيجان الشرقية في إيران. يقدر عدد سكانها بـ 33,921 نسمة .